# Désignation des planètes mineures

Diagramme d'Euler des corps du système solaire.

Les planètes mineures du Système solaire reçoivent différentes désignations à la suite de leur découverte.
Dans un premier temps, à la suite de la découverte d'une planète mineure, une désignation provisoire lui est attribuée par le Centre des planètes mineures. Une fois que cet objet a été suffisamment observé pour que ses caractéristiques orbitales soient suffisamment bien connues, une désignation définitive, correspondant à un numéro d'ordre dans la liste des planètes mineures, lui est attribuée. Pour une faible portion de ces objets, un nom est également attribué, mais celui-ci, tout en faisant partie de la désignation officielle de l'objet une fois attribué, ne confère aucun statut particulier à l'objet et n'est la marque d'aucun aspect particulier sur la connaissance des paramètres physiques ou orbitaux de l'objet. Autrement dit, seul l'attribution d'un numéro définitif vaut validation officielle de l'existence d'un objet.

## Désignation temporaire
Lorsqu'un objet est observé et que l'observateur ne parvient pas à identifier cet objet (par exemple si c'est un objet nouvellement découvert), l'observateur attribue une désignation temporaire à l'objet, désignation sous laquelle les observations sont transmises au Minor Planet Center.

## Désignation provisoire
| Mois      | Du 1 au 15 | Du 16 au 31 |
| --------- | ---------- | ----------- |
| Janvier   | A          | B           |
| Février   | C          | D           |
| Mars      | E          | F           |
| Avril     | G          | H           |
| Mai       | J          | K           |
| Juin      | L          | M           |
| Juillet   | N          | O           |
| Août      | P          | Q           |
| Septembre | R          | S           |
| Octobre   | T          | U           |
| Novembre  | V          | W           |
| Décembre  | X          | Y           |

Si un objet ayant une désignation temporaire a été observé pendant plusieurs nuits (éventuellement par différents observateurs) et s'il n'a été identifié à aucun objet déjà répertorié (que ce soit un objet n'ayant qu'une désignation provisoire ou ayant déjà une numérotation définitive), le Centre des planètes mineures lui attribue une désignation provisoire.
Contrairement à la désignation temporaire donnée par l'observateur, la désignation provisoire du MPC est normalisée. Cette dernière est composée de l'année, puis d'une lettre qui indique la moitié du mois où la découverte s'est produite, suivie d'une lettre qui indique l'ordre de la découverte dans cette moitié de mois. La lettre I n'est pas utilisée pour éviter la confusion avec le chiffre 1 et le Z est inutile pour désigner la moitié du mois. S'il y a plus de 25 découvertes dans la quinzaine, on boucle à la lettre A et on ajoute un nombre qui indique combien de fois la deuxième lettre a été utilisée dans cette moitié de mois. Par exemple (15760) Albion, désignation provisoire 1992 QB1 a été le vingt-septième astéroïde découvert dans la seconde quinzaine d'août 1992 (après #25 = 1992 QZ et #26 = 1992 QA1).
Il est fréquent que plusieurs désignations provisoires soient données au même objet (par exemple, (5878) Charlene = 1979 XU = 1991 CC1 = 1992 QZ) ; ceci est dû à l'identification de l'objet qui n'a pas immédiatement été reconnue.

## Désignation permanente et nom
Une fois que l'orbite de l'objet est suffisamment bien connue, ce dernier reçoit une désignation permanente, qui est un numéro attribué séquentiellement. Ils ne sont donc pas forcément numérotés dans l'ordre de leur découverte. Une fois ainsi numéroté, l'objet peut éventuellement recevoir un nom propre.
Les premiers astéroïdes ont reçu des noms traditionnels de personnages de la mythologie grecque ou romaine, mais rapidement leurs noms vinrent à manquer. Alors, on en a utilisé d'autres, comme les prénoms féminins ou ceux de célébrités en vogue. Toutefois, contrairement à une idée reçue, ce nom n’est pas à vendre. Le découvreur en conserve le privilège et toute latitude quant au choix du nom de baptême.
De fait, leurs règles d’attribution sont restées très souples :
- pas plus de 16 caractères ;
- les noms composés sont à éviter (le trait d'union est possible mais pas l'espace) ;
- le nom doit être facile à prononcer dans plusieurs langues ;
- le nom ne doit pas choquer ;
- le nom doit être bien différencié de ceux déjà utilisés (au moins une lettre différente, ponctuation non incluse) ;
- pas de noms de personnalité ou événements connus principalement pour des raisons politiques, militaires ou religieuse sauf si la personne est décédée depuis plus d'un siècle ou l'événement a eu lieu il y a plus d'un siècle ;
- les noms d'animaux de compagnie sont découragés ;
- les découvreurs ne peuvent pas proposer leur nom de famille, ils peuvent proposer le nom d'un proche mais s'il porte le même nom que lui, il ne peut lui donner que le prénom[1].

Le découvreur qui veut baptiser un objet doit fournir une notice explicative. Par exemple voici un extrait de la notice de (17059) Elvis :
| Version originale | Traduction |
| --- | --- |
| (17059) Elvis = 1999 GX5 | (17059) Elvis = 1999 GX5 |
| Discovered 1999 Apr. 15 by J. Broughton at Reedy Creek Observatory. | Découvert le 15 avril 1999 par J. Broughton à l'Observatoire de Reedy Creek. |
| Elvis Aaron Presley (1935-1977) was a flamboyant American singer. Known as the king of Rock and Roll, he had a popularity that contributed toward making that genre a world-wide phenomenon. | Elvis Aaron Presley (1935-1977) était un chanteur américain flamboyant. Connu comme le roi du Rock'n Roll, il a eu une popularité qui a contribué à faire de ce genre musical un phénomène mondial. |

Le nom devient officiel quand il a été publié avec sa notice dans les Minor Planet Circulars.

### Noms particuliers pour des catégories particulières
Les noms donnés aux planètes mineures de certains groupes particuliers doivent correspondre à un thème spécifique :
| Catégorie | Thème |
| --- | --- |
| Objets proches de la Terre | Généralement un nom mythologique, hors noms associés à la création ou à l'outre-monde. Pour certains, un nom masculin en quatre lettres.                                         |
| Aton | Pour partie, divinités égyptiennes. Ce n'est cependant pas le cas de tous (voir Astéroïde Aton § « Liste »).                                                                     |
| Troyens de Jupiter | Héros de la guerre de Troie : Grecs en L4 (en avant de Jupiter) et Troyens en L5 (en arrière),, bien qu'il y ait un transfuge dans chaque camp : (617) Patrocle et (624) Hector. |
| Troyens de Jupiter | Si H > 12 : peuvent être nommés d'après des athlètes olympiques. |
| Centaures | Centaures,. |
| « objets sur une orbite instable, non résonante et croisant les planètes géantes avec un demi-grand axe supérieur à celui de Neptune » (orbite de transition entre OTN et comète, analogue aux centaures) | Autres créatures mythologiques hybrides et métamorphes (shape-shifting) |
| Troyens de Neptune | Amazones (de la mythologie grecque), sans distinction entre L4 et L5. |
| Objets en résonance avec Neptune, sauf les troyens de Neptune | Noms mythologiques associées à l'outre-monde,. |
| Cubewanos | Noms mythologiques associés à la création,. |

## Autres désignations
La méthode de désignation a été introduite en 1925 mais est néanmoins appliquée aux astéroïdes découverts avant cette date, en substituant un A au chiffre du millénaire. Ainsi, A904 OA est le premier objet découvert dans la deuxième moitié de juillet 1904.
Il existe aussi quatre arpentages du ciel, effectués entre 1960 et 1977, qui ont donné des désignations consistant en un numéro d'ordre, une espace et un identifiant :
| Arpentage            | Année | Identifiant |
| -------------------- | ----- | ----------- |
| Palomar-Leiden       | 1960  | P-L         |
| First Trojan Survey  | 1971  | T-1         |
| Second Trojan Survey | 1973  | T-2         |
| Third Trojan Survey  | 1977  | T-3         |

Citons en exemple 6344 P-L, 3138 T-1, 1010 T-2 et 4101 T-3.

## Anciennes désignations
Les premiers astéroïdes découverts ont été désignés par des symboles comme ceux utilisés traditionnellement pour représenter la Terre, le Soleil, la Lune ou les planètes. 
Les nouveaux symboles sont rapidement devenus complexes, difficiles à tracer et à reconnaître. À la fin de l'année 1851, 15 astéroïdes étaient connus. Chacun possédait son propre symbole.
| Astéroïde       | Symbole |
| --------------- | --- |
| (1) Cérès       | Ancien symbole de Ceres. · Variante du symbole de Ceres. · Variante du symbole de Ceres en forme de faucille. · Autre variante en forme de faucille du symbole de Ceres. |
| (2) Pallas      | Ancien symbole de Pallas. · Variante du symbole de Pallas. |
| (3) Junon       | Ancien symbole de Juno. · Ancien symbole de Juno. |
| (4) Vesta       | Ancien symbole de Vesta. · Ancien symbole de Vesta. · Ancien symbole de Vesta. · Symbole de Vesta pour l'astrologie contemporaine.                                       |
| (5) Astrée      | |
| (6) Hébé        | |
| (7) Iris        | |
| (8) Flore       | |
| (9) Métis       | |
| (10) Hygie      | |
| (11) Parthénope | |
| (12) Victoria   | |
| (13) Égérie     | |
| (14) Irène      | |
| (15) Eunomie    | |
| (16) Psyché     | |
| (17) Thétis     | |
| (18) Melpomène  | |
| (19) Fortune    | |
| (26) Proserpine | |
| (28) Bellone    | |
| (29) Amphitrite | |
| (35) Leucothée  | |
| (37) Fidès      | |

Johann Franz Encke a introduit une innovation majeure dans le Berliner Astronomisches Jahrbuch (Annuaire astronomique de Berlin) en 1854. Il a utilisé des numéros entourés au lieu des symboles, bien que sa numérotation ne  commençât qu'avec Astrée, qui portait alors le numéro (1), les quatre premiers astéroïdes continuant à être désignés par leurs symboles traditionnels. Cette innovation a été adoptée très rapidement par la communauté astronomique. Les objets de Cérès à Vesta ne seront représentés par un nombre cerclé qu'à partir de l'édition de 1867. Quelques autres astéroïdes ((28) Bellone, (35) Leucothée et (37) Fidès) seront également représentés par des symboles en parallèle du système de numérotation. Le cercle deviendra ensuite une paire de parenthèses, qui seront parfois omises au cours des décennies suivantes.
Initialement, les éditeurs de l’Astronomisches Nachrichten (AN) accordaient les numéros lors de la réception de l'annonce de la découverte. En 1892, un système de désignations temporaires fut introduit par l'AN. Les numéros définitifs étaient alors accordés par les éditeurs du Berliner Astronomisches Jahrbuch (Almanach astronomique berlinois). Les désignations temporaires consistaient en l'année suivie d'une lettre, omettant le I : 1892 A, 1892 B, etc.
En 1893, les 25 lettres furent insuffisantes et on commença les désignations à double lettre : 1893 Z, 1893 AA, 1893 AB, etc. On décida de continuer l'année suivante, et ainsi 1893 AP fut suivi de 1894 AQ. En 1916, on atteint ZZ et, plutôt que de passer à des désignations à triple lettre, on recommença avec 1916 AA. Dans les vieilles publications, il est commun que le J soit mis au lieu du I ; on lit alors le I comme si c'était un J.
L'insertion de nouvelles découvertes dans la séquence étant problématique ; on utilisa l'année suivie d'une espace puis d'une lettre minuscule, un peu comme le système alors utilisé pour les désignations temporaires des comètes (qui lui omet l'espace). Par exemple, 1915 a (alors que 1915a est la comète C/1915 C1 Mellish (it)). En 1914 on dut utiliser aussi la forme année plus lettre grecque (alpha à gamma).
Pendant la Première Guerre mondiale, les observateurs situés à Simëis en Crimée, n'ayant pas accès aux désignations officielles, créèrent leur propre système. Il y eut deux formes : année + Σ + lettre(s) ainsi que Σ + chiffre. Le Σ est souvent transcrit SIGMA, comme SIGMA 1 (à ne pas confondre avec sigma 1 !).
Enfin, il existe aussi des désignations plus-que-temporaires, assignées par les observatoires en attendant que la désignation temporaire soit accordée. Aujourd'hui, ces « désignations de l'observateur » ne sont plus présentes que lorsqu'un observateur fait part de nouvelles observations d'un objet non identifié au MPC, mais n'apparaissent dans aucune publication officielle du MPC / de l'UAI, qui n'utilisent que les désignations provisoires « officielles » (ou la désignation définitive une fois celle-ci attribuée) une fois l'existence de l'objet confirmée (typiquement, des observations sur au moins deux nuits consécutives). Elles consistent typiquement en un identifiant d'observatoire et un numéro. Quelques exemples : Alger CM, Arequipa a, Wolf 18, G 21, La Plata 1951 I, PO 189, K3423, p (Uccle), 1923 W 21.